# Ararat-Stadion
Das Ararat-Stadion (persisch ورزشگاه آرارات; armenisch Արարատ մարզադաշտ) ist ein Fußballstadion mit Leichtathletikanlage im Stadtteil Vanak der iranischen Hauptstadt Teheran. Es wurde 1971 als Teil des Ararat-Sportkomplexes errichtet und bietet 15.000 Sitzplätze. Es wird von der 1944 gegründeten Armenischen Kulturorganisation Ararat, einer der größten Organisationen der Armenier im Iran, betrieben und ist nach dem Ararat, dem heute zur Türkei gehörenden höchsten Berg des Armenischen Hochlandes, benannt. Die Spielstätte  wird vom Fußballclub FC Ararat Teheran genutzt, der in der Provinzliga Teheran spielt. Zudem war es Austragungsort von einer Partie der iranischen Fußballnationalmannschaft der Frauen.

## Standort und Architektur
Der Sportkomplex hat eine Fläche von 74.000 Quadratmetern in der Form eines Dreiecks, das von der Ararat-Straße, der Raschid-Yasemi-Straße und der Kurdistan-Schnellstraße begrenzt wird. Der Eingang liegt an der Ararat-Straße. Das Fußballstadion des FC Ararat Teheran wurde 1971 nach Plänen des Architekten Rostom Voskanian (1932–2013) errichtet. Neben dem Stadion im Südostteil des Komplexes steht die vom selben Architekten entworfene und 1987 fertiggestellte Heilig-Kreuz-Kapelle (Surp Chatsch), ein kleines Beton-Gebäude mit blockartigen Kreuzen, das unter anderem zur Erinnerung an die im iranisch-irakischen Krieg gefallenen iranisch-armenischen Soldaten gebaut wurde. Der Ararat-Sportkomplex hat unter anderem zwei Schwimmbecken, Basketballhallen, Billard, Badminton- und Tennisplätze sowie ein Sportmuseum.

## Kulturleben

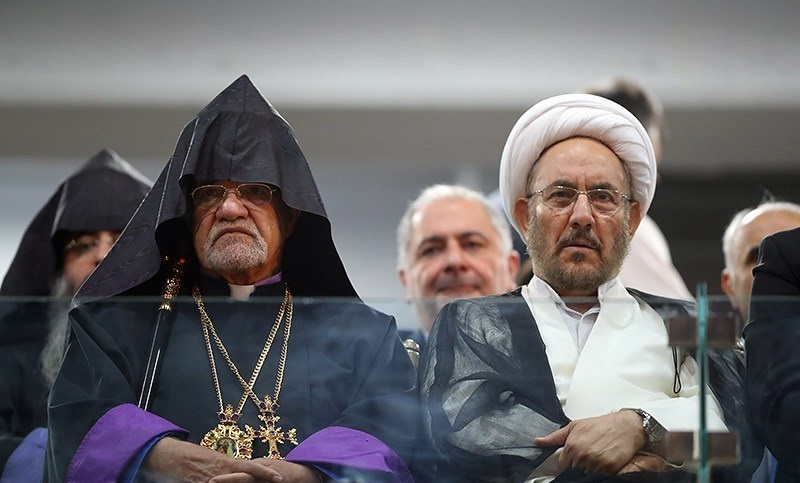
Eröffnungsfeier der Pan-Armenischen Spiele im Teheraner Ararat-Stadion am 13. September 2016: Sepuh Sargsjan (links) und Ali Younesi (rechts)

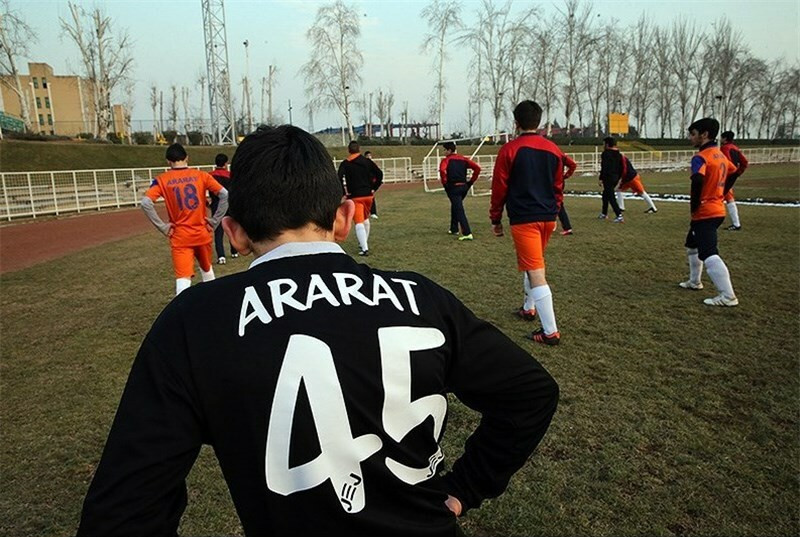
FC Ararats Fußballnachwuchs, 2019

Der Zugang zu den meisten Veranstaltungen ist nur Christen erlaubt, so dass die Armenier in der Regel unter sich sind. Solange keine Muslime anwesend sind, dürfen die christlichen Männer und Frauen zusammen trainieren und zuschauen, und Frauen sind dann auch nicht an die Kleidervorschriften der Islamischen Republik mit Kopftüchern gebunden. Laut Aussagen von Teilnehmern hat der Ararat-Sportkomplex seine ganz eigene armenische Atmosphäre, die sich deutlich von der Welt der Muslime drumherum unterscheidet. Selbst die dominierende Sprache ist 2017 Armenisch, und Persisch wird hiernach nur wenig gesprochen. Auch die meisten Aufschriften sind nur auf Armenisch.
Es gibt allerdings auch interethnische Veranstaltungen, zum Beispiel Fußballspiele, bei denen die allgemeinen Regeln der Islamischen Republik eingehalten werden müssen. Im September 2016 wurden die Panarmenischen Spiele im Ararat-Sportkomplex von Teheran mit etwa 800 Athleten aus dem Iran, Armenien und Georgien abgehalten. Bei der Eröffnungsfeier war neben dem Prälaten der Teheraner Diözese der Armenischen Apostolischen Kirche, Sepuh Sargsjan, unter anderen Hassan Rohanis Berater Ali Younesi anwesend.
Neben Sportereignissen finden im Ararat-Komplex auch Geburtstagsfeiern, Hochzeiten und verschiedene andere Kulturveranstaltungen statt. Mit sehr vielen Gästen feierte beispielsweise die Astronomin Alenoush Terian im Ararat-Komplex ihren 90. Geburtstag am 9. November 2010.

## Bekannte Sportler
Der wichtigste Sportclub, der im Ararat-Komplex spielt, ist der Fußballclub Ararat Teheran, der von 1944 bis 2009 existierte und wegen Bankrotts aufgelöst wurde. 2014 wurde er allerdings wiedergegründet und spielte 2015 in der Teheraner Provinzliga. Obwohl er nie eine dominante Rolle im iranischen Fußball spielte, brachte er mindestens zwei wichtige iranische Fußballspieler hervor: Zur Regierungszeit von Mohammad Reza Pahlavi war einer von ihnen Andranik Eskandarian, der später bei Taj (heute Esteghlal Teheran) spielte. Nach der Islamischen Revolution war es Andranik Teymourian, der seine Fußballkarriere im Ararat-Stadion begann, um dann bei Esteghlal Teheran und später bei den Bolton Wanderers in der englischen Premier League zu spielen, danach dann wieder bei Esteghlal Teheran und bei Tractor Sazi Täbris, und der 2015 Kapitän der iranischen Fußballnationalmannschaft wurde.

## Nutzung durch die Fußballnationalmannschaft der Frauen
Auch die iranische Fußballnationalmannschaft der Frauen hat das Ararat-Stadion als Heimspielstätte genutzt. Im April 2006 spielte sie gegen eine Auswahl des Berliner BSV Al-Dersimspor 2:2. Die Spielerinnen mussten mit Kopfbedeckung antreten, und als Publikum waren nur Frauen zugelassen – 200 Zuschauerinnen kamen. Gewöhnlich spielen iranische Fußballerinnen nur in Hallen.